# Gelozie delirantă
Gelozia delirantă sau sindromul Othello este o tulburare psihologică ce constă în impresia individului privind presupusa infidelitate a partenerului.
Afecțiunea conduce la urmărirea insistentă a partenerului și hărțuirea acestuia, putând cauza și un comportament agresiv.
Conform ultimelor cercetări, mecanismele neuronale responsabil de acest tip patologic de gelozie sunt situate cortexul frontal ventro-medial, o regiune cerebrală care coordonează procesele cognitive și afective.
Un caz celebru este cel al britanicei Debbi Wood, care îi solicită soțului Steve să efectueze un test cu detectorul de minciuni de fiecare dată când acesta părăsește domiciliul conjugal.